# Adrian Berry (4e vicomte Camrose)
Adrian Michael Berry, 4e vicomte Camrose (en), né le 15 juin 1937 et mort le 18 avril 2016, est un scientifique, homme de presse et politique britannique.

## Biographie
Fils de William Michael Berry, 3e vicomte Camrose et de Pamela Smith, il suit ses études à Eton College et à Christ Church.
En 1967, il épouse Marina Beatrice Sulzberger, fille de Cyrus Sulzberger (membre de la famille propriétaire du New York Times) et de Marina Tatiana Ladas. De 1977 à 1996, il est le correspondant scientifique du Daily Telegraph. En quittant ce poste, il devient le rédacteur-conseil (Science) du journal. En 2001, il succède à son père à la pairie et dans le titre de vicomte Camrose (en).

## Publications
- The next ten thousand years: a vision of man's future in the universes (London: Cape, 1974),  (ISBN 0-340-19924-5)
- The iron sun: crossing the universe through black holes (London: Cape, 1977),  (ISBN 0-340-23231-5)
- From apes to astronauts (London: Daily Telegraph, 1980),  (ISBN 0-901684-60-0)
- High skies and yellow rain (London: Daily Telegraph, 1983)
- The super-intelligent machine: an electronic odyssey (London: Cape, 1983),  (ISBN 0-224-01967-8)
- The Next 500 Years (London: Headline, 1995),  (ISBN 0-7472-4395-6)
- Ice With Your Evolution (1986),  (ISBN 0-245-54394-5)
- Galileo and the dolphins: amazing but true stories from science (London: B.T. Batsford, 1996),  (ISBN 0-7134-8067-X)
- The giant leap: mankind heads for the stars (London: Headline, 1999; rev. edn, London: Headline, 2000),  (ISBN 0-7472-1977-X)

## Sources
- (en) Cet article est partiellement ou en totalité issu de l’article de Wikipédia en anglais intitulé « Adrian Berry, 4th Viscount Camrose » (voir la liste des auteurs).